# Коллинсон, Клифф
Кли́ффорд Ко́ллинсон (англ. Clifford Collinson; 3 марта 1920 — сентябрь 1990), также известный как Клифф Коллинсон (англ. Cliff Collinson) — английский футболист, вратарь.

## Футбольная карьера
Коллинсон родился в Мидлсбро, футбольную карьеру начал в молодёжной команде «Эрмстон Бойз» в 1940-е годы. В мае 1946 года подписал любительский контракт с «Манчестер Юнайтед». В сентябре того же года подписал профессиональный контракт с клубом. В основном составе «Юнайтед» дебютировал 2 ноября 1946 года в матче Первого дивизиона против «Астон Виллы», который завершился вничью со счётом 0:0. Защищал ворота «Манчестер Юнайтед» и в последующих шести матчах команды в чемпионате. Его последним матчем в основном составе стала выездная игра против «Блэкберн Роверс» 14 декабря 1946 года. Проиграв конкуренцию за место в воротах Джеку Кромптону, в июне 1947 года покинул клуб.

## Статистика выступлений
| Клуб              | Сезон            | Лига | Лига | Кубок | Кубок | Итого | Итого |
| Клуб              | Сезон            | Игры | Голы | Игры  | Голы  | Игры  | Голы  |
| ----------------- | ---------------- | ---- | ---- | ----- | ----- | ----- | ----- |
| Манчестер Юнайтед | 1946/47          | 7    |      |       |       |       |       |
| Манчестер Юнайтед | 0                | 0    | 7    | -11   |       |       |       |
| Итого             | 7                | -11  | 0    | 0     | 7     | -11   |       |
| Всего за карьеру  | Всего за карьеру | 7    | -11  | 0     | 0     | 7     | -11   |